# Hugo Fernández Vallejo
Hugo Daniel Fernández Vallejo (* 2. Februar 1945 in Montevideo; † 1. August 2022 in Mexiko) war ein uruguayischer Fußballspieler auf der Position des Verteidigers, der nach seiner aktiven Laufbahn als Trainer tätig war.

## Leben

### Spieler
Hugo Fernández begann seine Profikarriere in den frühen 1960er Jahren beim Club Nacional de Football, mit dem er zweimal (1963 und 1966) uruguayischer Fußballmeister wurde. Nach diversen anderen Stationen spielte er zwischen 1972 und 1975 sowie noch einmal in seiner letzten Saison 1980/81 für Peñarol, den anderen großen Verein in Uruguay, mit dem er vier weitere Meistertitel in den Jahren 1973 bis 1975 und 1981 gewann (vgl. auch nachstehende Rubrik „Erfolge als Spieler“). 

### Trainer
Auch als Cheftrainer war er bei den beiden großen Rivalen des uruguayischen Fußballs im Einsatz und trainierte zunächst Peñarol im Jahr 1984 und später Nacional von 1994 bis 1995. Seine beiden einzigen Titel als Trainer gewann er allerdings mit den mexikanischen Klubs Puebla FC (Pokalsieger 1987/88) und Dorados de Sinaloa (Zweitligameister in der Clausura 2007). Sofern nachvollziehbar, waren die Dorados auch seine letzte Trainerstation.

### Weitere Tätigkeiten
Seit 2011 arbeitete er erneut für Puebla FC, dieses Mal allerdings in der Funktion eines Sportdirektors.

## Erfolge

### Als Spieler
- Uruguayischer Meister: 19631, 1966, 19731, 1974, 1975, 1981

1 Gemäß den vorliegenden (jedoch keineswegs sicheren) Daten über seine Vereinszugehörigkeiten gehörte er auch zum Kader der Meistermannschaften in den Jahren 1963 und 1973, die ihm jedoch im Artikel der spanischsprachigen Wikipedia (Button links) nicht gutgeschrieben werden.

### Als Trainer
- Mexikanischer Pokalsieger: 1988
- Mexikanischer Zweitligameister: Clausura 2007